# Euroforce
Les Euroforces sont des forces militaires de l'Union européenne créées en 1992 dans le cadre des Missions de Petersberg. 
En tant que force permanentes, les Euroforces ne doivent pas être confondues avec les déploiements temporaires sous le nom EUFOR.

## Composition
| Force                                            | Création  | Siège                       | États membres                                                                                   | États associés                        | Effectif de l'État-major | Soldats  |
| ------------------------------------------------ | --------- | --------------------------- | ----------------------------------------------------------------------------------------------- | ------------------------------------- | ------------------------ | -------- |
| Corps de réaction rapide européen (Eurocorps)    | 1992-     | Strasbourg                  | Allemagne Belgique Espagne France Luxembourg                                                    | Grèce Italie Pologne Roumanie Turquie | 835                      | 60000    |
| Force maritime européenne (Euromarfor)           | 1995-     | Port militaire de Toulon    | Espagne Italie France Portugal                                                                  | -                                     |                          | variable |
| Groupe aérien européen (GAE)                     | 1995-     | High Wycombe (1995-2020)    | Allemagne Belgique Espagne Italie France (dès 1995) Pays-Bas Royaume-Uni (dès 1995) (1995-2020) | -                                     |                          |          |
| Force d'intervention rapide européenne (Eurofor) | 1995-2012 | Caserma Predieri à Florence | Espagne Italie France Portugal (1996-)                                                          | -                                     | 90                       | 10000    |

## Historique
En juin 1992, les ministres des Affaires étrangères des pays de l’Union européenne signent la déclaration de Petersberg, définissant les différentes missions de la Politique étrangère et de sécurité commune créée par le Traité de Maastricht (1992).
Le processus de consultations aboutit à la participation de quatre États-Membres : la France, l’Italie, l’Espagne et le Portugal. 
Le 15 mai 1995, l’Euromarfor est créée comme composante maritime, avec la Eurofor ou Force d'intervention rapide européenne, la composante terrestre.
À la suite des restrictions budgétaires et des problèmes structurels de son commandement, l'Eurofor est dissous, cédant place aux Groupements tactique de l'Union européenne.